# Schloss Mainsondheim

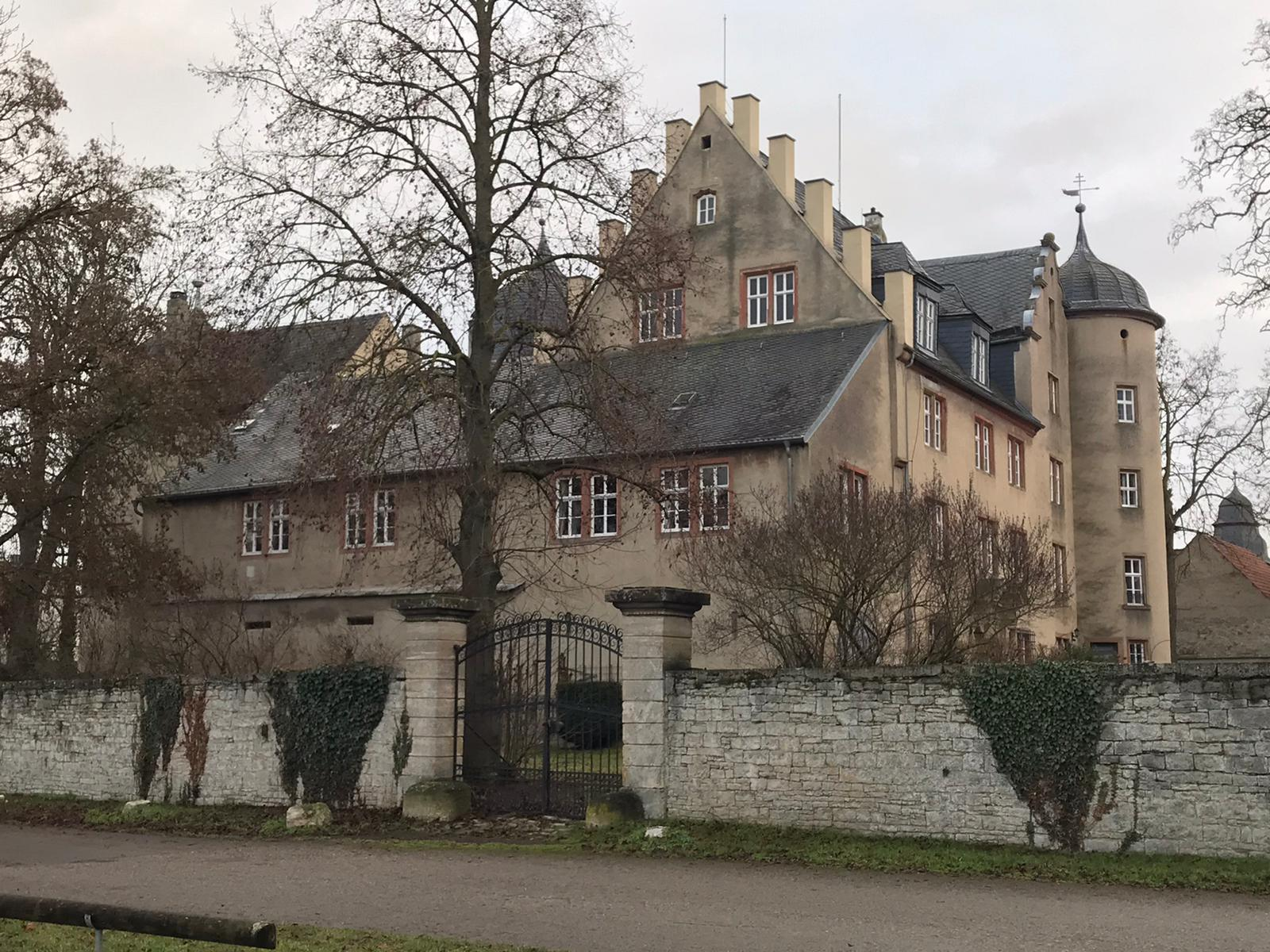
Schloss Mainsondheim

Das Schloss Mainsondheim ist ein ehemaliger Adelssitz im Dettelbacher Ortsteil Mainsondheim im unterfränkischen Landkreis Kitzingen. Es wird heute von der Familie von Bechtolsheim bewohnt.

## Geschichte
Die Geschichte des Schlosses beginnt mit dem Mittelalter. Seit 1320 hatte die Familie der Fuchs von Dornheim einen Edelsitz in Mainsondheim. Im 15. Jahrhundert entstand das Schloss. Bald darauf ging das Dorf an die Herren von Crailsheim, die neuen Herren ließen das Schloss im Stile der Nachgotik umgestalten. Bereits 1592 mussten die Herren die Anlage jedoch wieder an die Fuchs abgeben. 
Erst im Jahr 1727 veränderte man das Schloss wiederum. Nach wechselnden Herrschaften war der Bau durch Vermächtnis an die Freiherren von Mauchenheim genannt von Bechtolsheim gelangt. Die neuen Herren gestalteten das Schloss um und bauten es aus. Die Eigentümer wechselten fortan nicht mehr, sodass die Anlage noch heute von den Freiherren, namentlich Matthias von Bechtolsheim, bewohnt wird. Das Schloss wird als Baudenkmal geführt, während untertägige, archäologische Befunde als Bodendenkmal eingeordnet sind.

## Beschreibung
Die Gebäude des Schlosses werden größtenteils der Spätgotik zugerechnet. Sie besitzen drei Geschosse und gruppieren sich um einen annähernd rechteckigen Innenhof. Zusätzlich werden die Gebäude durch, zum Teil mehrgeschossige, Holzlauben, sowie durch Baluster und Holzsäulen gegliedert. Ein polygonaler Treppenturm sorgt zusätzlich für eine Auflockerung des Ensembles. Er besitzt ein Spitzbogenportal und wird durch figuralen Schmuck gegliedert.
Der Südwesten der Anlage wird von einem Rundturm gegliedert. An den Ecken des Ostflügels wurden zwei halbrunde Türme angebaut. Sie schließen nach oben hin mit Schieferhauben ab. Die Fenster des Baus weisen profiliertes Gewände auf, sie sind zum Teil zweigeteilt. Der Nordbau stammt aus späterer Zeit und wurde mit einem Treppengiebel ausgestattet. Ein zentrales Hauptportal leitet zum Innenhof über. Es besitzt zwei freistehende Säulen und wurde mit einem gesprengten Giebel errichtet. Ein Wappen der Herren von Bechtolsheim stammt aus dem Jahr 1727.